# Vääna-Jõesuu
Vääna-Jõesuu är en by i Estland. Den ligger i Harku kommun i landskapet Harjumaa. Vääna-Jõesuu ligger 20 meter över havet och antalet invånare är 224.
Terrängen runt Vääna-Jõesuu är mycket platt. Havet är nära Vääna-Jõesuu åt nordväst. Runt Vääna-Jõesuu är det ganska glesbefolkat, med 40 invånare per kvadratkilometer. Närmaste större samhälle är Tallinn, 19 km öster om Vääna-Jõesuu. I omgivningarna runt Vääna-Jõesuu växer i huvudsak blandskog.